# مقتل ويان ميرنا صالحين
مقتل ويان ميرنا صالحين في 6 يناير 2016 توفيت ويان ميرنا صالحين في المستشفى بعد تناوله القهوة المثلجة الفيتنامية في مقهى أوليفيير في مركز جراند إندونيسيا للتسوق في جاكرتا عاصمة إندونيسيا. وفقا للشرطة، كان التسمم بالسيانيد على الأرجح سبب وفاة ميرنا. اتهمت الشرطة جيسيكا كومالا وونغسو بقتلها. أصبحت القضية أشهر قضية قتل ومثيرة في عام 2016 في إندونيسيا، حيث قامت وسائل الإعلام الإندونيسية بتغطية القضية على نطاق واسع. تم بث حكم القضية على التلفزيون الوطني وشاهده ملايين الإندونيسيين.

## خلفية
ولدت ميرنا صالحين عام 1988، وكانت ابنة رجل الأعمال إيدي دارماوان صالحين. كانت قد تزوجت مؤخراً بزوجها عريف سويماركو قبل وفاتها بأسابيع.

## التحقيق
في 02:00 يوم 6 يناير 2016 وصلت جيسيكا كومالا وونغسو البالغة من العمر 27 عامًا إلى مركز تسوق جراند إندونيسيا في جاكرتا لمقابلة صديقاتها في الساعة 5 مساءً بما في ذلك صالحين. بعد إجراء حجز في مقهى أوليفر وممارسة بعض التسوق، عاد وينجسو إلى المقهى في الساعة 4 مساءً. وطلبت المشروبات بما في ذلك القهوة المثلجة الفيتنامية التي زُعم أنها قتلت صالحين. انتظر ونغسو إلى أن وصل صالح في الساعة 5 مساءً. وخلال هذه الفترة كانت المشروبات مخبأة عن منظر الكاميرا الأمنية مع أكياس التسوق التي وضعها ونغسو على الطاولة. بعد وصوله بفترة وجيزة أخذ صالحين رشفة من القهوة واشتكى من أن القهوة كانت تذوق سيئًا جدًا قبل أن تفقد الوعي بعد فترة وجيزة. تم استدعاء سيارة إسعاف إلى المقهى وتم نقل صالحين إلى مستشفى عبدي والويو في مينتينج وسط جاكرتا حيث توفيت لاحقًا في الساعة 6 مساءً.
وفقا لتشريح الجثة الذي أجري في مستشفى شرطة كرامات جاتي في 10 يناير، تم العثور على أدلة على النزيف في معدة صالحين. ادعت الشرطة أنه تم العثور على السيانيد في القهوة التي شربها صالح وكذلك في معدتها.
في 30 يناير 2016 وُجهت إلى ونغسو - المقيم الدائم السابق في أستراليا - تهمة القتل العمد لوايان ميرنا صالحين واحتُجز لدى الشرطة في انتظار المحاكمة. سلمت الشرطة الفيدرالية الأسترالية ملفات سرية تتعلق بحالة ونغسو النفسية، من بينها أمر تقييدي صدر ضدها من صديقها السابق إلى السلطات الإندونيسية. أنكر محامي ونغسو يودي ويبوو تورط موكلها في وفاة صالحين.

## المحاكمة والحكم والاستئناف
بدأت المحاكمة في 15 يونيو بعد حوالي شهر من تسمية جيسيكا كومالا وونغسو كمشتبه به. تم بث الإصدار التجريبي تقريبًا 5 أشهر (135 يومًا) مباشرةً وأصبح مشهدًا وطنيًا. في 27 أكتوبر 2016 تم إدانة جيسيكا كومالا وونغسو بقتل ويان ميرنا صالحين بوضع سم السيانيد في قهوة ميرنا. حكم عليها بالسجن لمدة 20 عامًا.
ذا جاكرتا بوست «تمشيا مع لائحة الاتهام خلص القضاة إلى أن جيسيكا قتلت ميرنا ثأرًا لإخبارها مرارًا وتكرارًا لجيسيكا بالانفصال عن باتريك أوكونور صديقها الأسترالي السابق».
بعد رفض طويل للطعن في محكمة جاكرتا العليا ثم مرة أخرى في المحكمة العليا برئاسة القضاة أرتيدجو الكوستر وسلمان لوثان وسوماردياتمو الذين رفضوا بالإجماع طعن جيسيكا في النقض. «نحن نرفض النقض»، هذا ما قاله المتحدث باسم المحكمة العليا سهادي، وفق ما نقلته موقع تريبو نيوز يوم الأربعاء.